# 库尔塔罗洛
库尔塔罗洛（義大利語：Curtarolo），是意大利威尼托大区帕多瓦省的一个市镇。总面积14.86平方公里，人口7115人，人口密度478.8人/平方公里（2009年）。国家统计（ISTAT）代码为028036。

## 友好城市
- 法國 圣莫里斯